# Арселия
Арселия (исп. Arcelia) — город в муниципалитете Арселия в Мексике, входит в штат Герреро. Население 17 608 человек.

## География
Местность вокруг Арселии холмистая на юго-востоке, но на северо-западе плоская. Самая высокая точка поблизости — Серро-Гуадалупе, 798 метров над уровнем моря, в 3,7 км к северо-востоку от Арселии. Арселия — самая большая община в этом районе. 
В окрестностях Арселии, в основном, растет саванный лес.

## История
Город основан в 1893 году.